# Mistrzostwa Świata w Lekkoatletyce 2019 – chód na 20 km mężczyzn
Chód na 20 kilometrów mężczyzn – jedna z konkurencji długodystansowych rozegranych podczas lekkoatletycznych mistrzostw świata na Stadionie Międzynarodowym Chalifa w Dosze.

## Terminarz
Źródło: worldathletics.org.
| Data           | Godzina |       |
| -------------- | ------- | ----- |
| 4 października | 23:30   | Finał |

## Rekordy
Tabela prezentuje rekord świata, rekordy poszczególnych kontynentów, mistrzostw świata, a także najlepszy rezultat na świecie w sezonie 2019 przed rozpoczęciem mistrzostw.
|                            | Zawodnik            | Wynik   | Miejsce          | Data                  |
| -------------------------- | ------------------- | ------- | ---------------- | --------------------- |
| Rekord świata              | Yūsuke Suzuki       | 1:16:36 | Nomi             | 15 marca 2015(dts)    |
| Listy światowe             | Toshikazu Yamanishi | 1:17:15 | Nomi             | 17 marca 2019(dts)    |
| Rekord mistrzostw świata   | Jefferson Pérez     | 1:17:21 | Saint-Denis      | 23 sierpnia 2003(dts) |
| Rekord Afryki              | Hatem Ghoula        | 1:19:02 | Eisenhüttenstadt | 10 maja 1997(dts)     |
| Rekord Ameryki Północnej   | Julio René Martínez | 1:17:46 | Eisenhüttenstadt | 8 maja 1999(dts)      |
| Rekord Ameryki Południowej | Jefferson Pérez     | 1:17:21 | Saint-Denis      | 23 sierpnia 2003(dts) |
| Rekord Australii i Oceanii | Nathan Deakes       | 1:17:33 | Cixi             | 2 grudnia 2006(dts)   |
| Rekord Azji                | Yūsuke Suzuki       | 1:16:36 | Nomi             | 15 marca 2015(dts)    |
| Rekord Europy              | Yohann Diniz        | 1:17:02 | Arles            | 8 marca 2015(dts)     |

## Wyniki
| Pozycja                  | Zawodnik                 | Państwo                            | Czas    | Uwagi |
| ------------------------ | ------------------------ | ---------------------------------- | ------- | ----- |
| 01 !                     | Toshikazu Yamanishi      | Japonia                            | 1:26:34 |       |
| 02 !                     | Wasilij Mizinow          | Autoryzowani lekkoatleci neutralni | 1:26:49 |       |
| 03 !                     | Perseus Karlström        | Szwecja                            | 1:27:00 |       |
| 4.                       | Christopher Linke        | Niemcy                             | 1:27:19 |       |
| 5.                       | Salih Korkmaz            | Turcja                             | 1:27:35 |       |
| 6.                       | Koki Ikeda               | Japonia                            | 1:29:02 |       |
| 7.                       | Tom Bosworth             | Wielka Brytania                    | 1:29:34 |       |
| 8.                       | Wang Kaihua              | Chińska Republika Ludowa           | 1:29:52 |       |
| 9.                       | Yin Jiaxing              | Chińska Republika Ludowa           | 1:29:53 |       |
| 10.                      | Eiki Takahashi           | Japonia                            | 1:30:04 |       |
| 11.                      | Marius Žiūkas            | Litwa                              | 1:30:22 |       |
| 12.                      | Erick Barrondo           | Gwatemala                          | 1:30:40 |       |
| 13.                      | Caio Bonfim              | Brazylia                           | 1:31:32 |       |
| 14.                      | Massimo Stano            | Włochy                             | 1:31:36 |       |
| 15.                      | Dane Bird-Smith          | Australia                          | 1:32:11 |       |
| 16.                      | Kévin Campion            | Francja                            | 1:32:16 |       |
| 17.                      | Hagen Pohle              | Niemcy                             | 1:32:20 |       |
| 18.                      | Andrés Chocho            | Ekwador                            | 1:32:49 |       |
| 19.                      | Gieorgij Shejko          | Kazachstan                         | 1:32:53 |       |
| 20.                      | Julio César Salazar      | Meksyk                             | 1:33:02 |       |
| 21.                      | Choe Byeong-kwang        | Korea Południowa                   | 1:33:10 |       |
| 22.                      | Álvaro Martín            | Hiszpania                          | 1:33:20 |       |
| 23.                      | Brian Pintado            | Ekwador                            | 1:33:48 |       |
| 24.                      | Gabriel Bordier          | Francja                            | 1:34:06 |       |
| 25.                      | Matteo Giupponi          | Włochy                             | 1:34:29 |       |
| 26.                      | Miguel Ángel López       | Hiszpania                          | 1:35:00 |       |
| 27.                      | Irfan Kolothum Thodi     | Indie                              | 1:35:21 |       |
| 28.                      | Iwan Losew               | Ukraina                            | 1:35:42 |       |
| 29.                      | Luis Henry Campos        | Peru                               | 1:37:20 |       |
| 30.                      | Wiktor Szumik            | Ukraina                            | 1:37:23 |       |
| 31.                      | Alex Wright              | Irlandia                           | 1:37:33 |       |
| 32.                      | Dawid Tomala             | Polska                             | 1:38:15 |       |
| 33.                      | Samuel Gathimba          | Kenia                              | 1:40:45 |       |
| 34.                      | Eduard Zabuszenko        | Ukraina                            | 1:41:04 |       |
| 35.                      | Diego García             | Hiszpania                          | 1:41:14 |       |
| 36.                      | Devender Singh           | Indie                              | 1:41:48 |       |
| 37.                      | Kim Hyun-sub             | Korea Południowa                   | 1:42:13 |       |
| 38.                      | Wayne Snyman             | Południowa Afryka                  | 1:43:57 |       |
| 39.                      | Moacir Zimmermann        | Brazylia                           | 1:44:16 |       |
| 40.                      | Alaksandr Lachowicz      | Białoruś                           | 1:44:25 |       |
|                          | Rhydian Cowley           | Australia                          | DNF     |       |
| Cai Zelin                | Chińska Republika Ludowa | DNF                                |         |       |
| Mauricio Arteaga         | Ekwador                  | DNF                                |         |       |
| Nils Brembach            | Niemcy                   | DNF                                |         |       |
| José María Raymundo      | Gwatemala                | DNF                                |         |       |
| Carlos Sánchez Cantera   | Meksyk                   | DNF                                |         |       |
| Richard Vargas           | Wenezuela                | DNF                                |         |       |
| Jhon Alexander Castañeda | Kolumbia                 | DSQ                                |         |       |
| Callum Wilkinson         | Wielka Brytania          | DSQ                                |         |       |
| José Barrondo            | Gwatemala                | DSQ                                |         |       |
| José Leyver Ojeda        | Meksyk                   | DSQ                                |         |       |
| José Mamani              | Peru                     | DSQ                                |         |       |
| Evan Dunfee              | Kanada                   | DNS                                |         |       |
| Giorgio Rubino           | Włochy                   | DNS                                |         |       |